# Iouri Karlovitch Arnold
Iouri Karlovitch Arnold (en russe : Юрий Карлович Арнольд, né le 1er novembre 1811 (13 novembre dans le calendrier grégorien) à Saint-Pétersbourg et décédé le 8 juillet 1898 (20 juillet dans le calendrier grégorien) à Karakech en Crimée est un compositeur, musicologue, critique musical, chef de chœur et professeur de musique russe.
Arnold rejoint l'armée après avoir étudié à Tartu.  Après son départ en 1838, il se consacre à la composition. De 1863 à 1870, il est journaliste musical à Leipzig et écrit pour la Neue Zeitschrift für Musik.  En 1870, il fonde une école de musique privée à Moscou , qu'il dirige jusqu'en 1894. De temps en temps, il enseigne l'histoire de la musique et l'acoustique à l'Université de Moscou.
Arnold compose entre autres un opéra, deux opérettes et deux ouvertures. Il fait des recherches et publie des ouvrages sur la musique d'église russe. Ses mémoires paraissent en 1892. Par son travail journalistique et ses traductions d'opéras et de chansons, Yuri Arnold contribue de manière significative à la diffusion de la musique russe à l'étranger.

## Source de traduction
- (de) Cet article est partiellement ou en totalité issu de l’article de Wikipédia en allemand intitulé « Yuri Karlovich Arnold » (voir la liste des auteurs).